# Lekker (Gerard Joling)
Lekker is een nummer van de Nederlandse zanger Gerard Joling uit 2018.
Het vrolijke, zomerse en uptempo nummer wist geen hitlijsten te behalen.